# Excel (banda)
Excel é uma banda de crossover thrash e hardcore punk dos Estados Unidos. A banda foi formada em 1984 com o nome Chaotic Noise por Adam Siegel e Dan Clements. Inicialmente eram influenciados por famosas bandas de punk rock dos anos 70 como Black Flag e The Germs, e bandas de heavy metal como Trouble, Slayer, Corrosion of Conformity e Cryptic Slaughter. Eles também foram influenciados pela [street art]], o Excel é conhecido por pintar [grafites]].
No início devido à constante troca de baixista a banda era vista como instável, como eles próprios diziam: "Tinhamos um baixista novo a cada quatro meses e as pessoas nos achavam instáveis.", mas em 1984, entra Rickey Pallomino que fica por mais de um ano e com ele gravam a primeira demo.
Após a saída do baterista Evan Warech e do baixista Rickey Pallomino em 1985 a banda mudou o nome para Excel que era um nome grafitado por Shaun Ross e um grupo de amigos. Poucos meses depois participam da coletânea "Welcome to Venice" com três músicas.
A banda fez dois álbuns , Split Image (1987) e o The Joke's on You (1989) e depois fez sua primeira turnê que foi para os Países Baixos, até que em 1990 Adam entra no Infectious Grooves, banda em que participou de três discos. Em 1993 a banda processa o Metallica por considerarem que a música "Enter Sandman" era um plágio da "Tapping into the Emotional Void" do disco "The Joke's on You" lançado dois anos antes do "Black Album", porém a ação não foi para frente. No mesmo ano Adam e Greg abandonam a banda para formar o trio "My Head". Eles são substituídos por Brandon Rudley e Max, o que deixa a banda com um estilo stoner metal e gravam o terceiro álbum "Seeking Refuge". Algum tempo depois Rudley morre de aneurisma cerebral aos 25 anos de idade e a banda é oficialmente encerrada.
Em janeiro de 2012 anunciam o retorno sem o guitarrista Adam Siegel, que recusou o convite, e foi substituído por Alex Barreto, um amigo de longa data da banda. Apesar disso só fazem o primeiro show reunidos em março de 2013 em uma festa particular.

## Membros
- Dan Clements - vocal
- Alex Barreto - guitarra
- Shaun Ross - baixo
- Mike Cosgrove - bateria

## Discografia
- Split Image (1987)
- The Joke's on You (1989)
- Seeking Refuge (1995)